# Здания станции Гвардейское
Здания станции Гвардейское (до 1949 года — вокзал в Карисалми) — памятник архитектуры. Расположен в Выборгском районе Ленинградской области в посёлке Гвардейское Гончаровского сельского поселения рядом с берегом озера Большое Лесное.
Здание вокзала построено в 1897 году по проекту Бруно Гранхольма. В 1907 году к основному зданию было пристроено два боковых флигеля; флигель со стороны Выборга утратил с момента постройки один из фронтонов. В комплекс станционных построек также входят товарный сарай и туалет. У основного здания один этаж, двускатная крыша с коньком, свесами на деревянных кобылках и треугольными фронтонами, фундамент и ступени крыльца гранитные. В северной части восточного фасада двери здания двустворчатые, декорированные филенками. Чердак, украшеный лопатками, визуально отделён зубчатым поясом, окна оформлены наличниками, здание украшено стилизованными пилястрами с рельефными вставками.
В 2014 году отмечалось плохое состояние деревянных строений комплекса. К началу 2015 года на станции были завершены работы по изменению её статуса, при этом использование товарного сарая и туалета было прекращено, а здание станции стало использоваться как жилой дом.
В сериале «Приключения Шерлока Холмса и доктора Ватсона: Двадцатый век начинается» станция была использована в качестве железнодорожной станции Айфорд.